# Румянцев, Алексей Тарасович
Алексей Тарасович Румянцев (13 апреля 1927, Турово, Тверская губерния — 26 марта 1997, Запорожье) — передовик советской цветной металлургии, старший печевой Запорожского титано-магниевого комбината Министерства цветной металлургии СССР, Герой Социалистического Труда (1971).

## Биография
Родился в 1927 году в деревне Турово (ныне — в Молоковском округе Тверской области) в крестьянской семье. Окончил семилетнюю школе.
Был призван в ряды Красной Армии. Служил на фронтах Великой Отечественной войны.
После войны переехал в Запорожье. С 1951 по 1955 годы работал электролизником на Днепровском алюминиевом заводе (ныне Запорожский алюминиевый комбинат).
В 1955 году перешел на работу печевым, а затем старшим печевым Запорожского титано-магниевого комбината.
Указом Президиума Верховного Совета СССР от 30 марта 1971 года за достижение высоких показателей и выдающиеся заслуги в цветной металлургии Алексею Тарасовичу Румянцеву было присвоено звание Героя Социалистического Труда с вручением ордена Ленина и медали «Серп и Молот».
До 1977 года продолжал свою трудовую деятельность на вредном производстве.
Проживал в городе Запорожье. Умер 26 марта 1997 года.

## Награды
За трудовые и боевые успехи был удостоен:
- золотая звезда «Серп и Молот» (30.03.1971)
- орден Ленина (30.03.1971)
- Орден Трудового Красного Знамени (20.05.1966)
- Орден Отечественной войны II степени (11.03.1985)
- другие медали.
- Почётный металлург Министерства цветной металлургии.